# Вальдкірх (Санкт-Галлен)
Вальдкірх (нім. Waldkirch SG) — громада  в Швейцарії в кантоні Санкт-Галлен, виборчий округ Санкт-Галлен.

## Географія
Громада розташована на відстані близько 150 км на північний схід від Берна, 9 км на північний захід від Санкт-Галлена.
Вальдкірх має площу 31,3 км², з яких на 10% дозволяється будівництво (житлове та будівництво доріг), 60,5% використовуються в сільськогосподарських цілях, 28,6% зайнято лісами, 0,8% не є продуктивними (річки, льодовики або гори).

## Демографія
2019 року в громаді мешкало 3533 особи (+5,8% порівняно з 2010 роком), іноземців було 8,3%. Густота населення становила 113 осіб/км².
За віковим діапазоном населення розподілялося таким чином: 25,9% — особи молодші 20 років, 58,2% — особи у віці 20—64 років, 15,9% — особи у віці 65 років та старші. Було 1309 помешкань (у середньому 2,7 особи в помешканні).
Із загальної кількості 1437 працюючих 311 був зайнятий в первинному секторі, 431 — в обробній промисловості, 695 — в галузі послуг.